# Morven (Georgia)
Morven es una ciudad ubicada en el condado de Brooks en el estado estadounidense de Georgia. En el año 2000 tenía una población de 634 habitantes.

## Geografía
Morven se encuentra ubicada en las coordenadas 30°56′39″N 83°30′03″O / 30.94417, -83.50083 (30.944263, -83.500796).
Según la Oficina del Censo, la localidad tiene un área total de 4,5 km² (1,7 mi²), de la cual 4,5 km² (1,7 mi²) es tierra y 0 km² (0 mi²) (0.00%) es agua.

## Demografía
Según la Oficina del Censo en 2000 los ingresos medios por hogar en la localidad eran de $23,438, y los ingresos medios por familia eran $25,167. Los hombres tenían unos ingresos medios de $21,667 frente a los $20,750 para las mujeres. La renta per cápita para la localidad era de $11,126. 